# Adriaan van Oordt
Adriaan van Oordt (Dresden, 19 februari 1865 - Bussum, 9 oktober 1910) was een Nederlandse schrijver en een van de eerste neo-romantici in de Nederlandse literatuur. Hij was de zoon van burgemeester van Ermelo (1878-1898) Adriaan Marie van Oordt. Van Oordt kwam pas op 14-jarige leeftijd naar Nederland, was later tijdelijk bevriend met Frederik van Eeden en was betrokken bij de oprichting van Walden. Van Oordt had een zwakke gezondheid en leidde tot aan zijn overlijden een teruggetrokken leven in Bussum. Hij ligt begraven op de Algemene begraafplaats van Bussum waar in 1911 een grafsteen gezet werd, ontworpen door de beeldhouwer Lambertus Zijl met de tekst, "Ter herinnering aan de dichter Adriaan van Oordt. Van zijn vrienden."

## Werk
Zijn beide historische romans, Irmenlo (Amsterdam, 1896) en Warhold (Amsterdam, 1906), die zich in de middeleeuwen afspelen, zijn door hun gedateerde mooischrijverij en impressionistische breedsprakigheid voor de moderne lezer nauwelijks meer te verteren. Adriaan van Oordt schreef ook de treurspelen Floris V (1902) en Eduard van Gelre (1909). In 1911 werd zijn Nagelaten werk uitgegeven.